# Latimer Road
La stazione di Latimer Road è una stazione della metropolitana di Londra, situata sulla linea Hammersmith & City e sulla linea Circle.

## Storia

La mappa delle stazioni nella zona di Shepherd's Bush mostra Latimer Road e la connessione chiusa alla stazione di Uxbridge Road

La stazione aprì il 16 dicembre 1868 alla congiunzione di due linee esistenti: la Hammersmith & City Railway (H&CR), allora di proprietà della Great Western Railway (GWR), e la West London Railway, oggi la linea West London. Alcuni servizi (dapprima della GWR e in seguito della Metropolitan Railway come parte della rete metropolitana) passavano, attraverso il raccordo poco a sud di Latimer Road, lungo la linea West London fino alla stazione di Kensington (Addison Road) (oggi Kensington (Olympia)). Questi servizi cessarono nel 1940 in seguito ai bombardamenti della seconda guerra mondiale. Il tratto di binari tra Latimer Road e Uxbridge Road fu chiuso e demolito; un breve troncone del vecchio raccordo è visibile all'estremità della banchina in direzione est.
La banchina in direzione ovest fu chiusa il 2 luglio 2010 per lavori di estensione in previsione dell'introduzione sulla linea dei nuovi treni a 7 carrozze (anziché le precedenti 6), prevista per il 2012. Secondo il progetto dei lavori originale, le banchine avrebbero dovuto essere ristrutturate una alla volta, ma i piani vennero cambiati perché si resero necessari lavori di rinforzo alle fondamenta e alla struttura in acciaio che sostiene le banchine. La stazione chiuse completamente il 17 gennaio 2011 per 14 settimane e riaprì il 1º agosto 2011.
La banchina in direzione est rimase chiusa tra il 5 ottobre 2014 e il 3 novembre 2014 per la ristrutturazione della scala che conduce alla piattaforma.
La stazione è stata chiusa il 17 giugno 2017 fino a data da destinarsi, come tutto il tratto della Hammersmith & City e della Circle line fra Edgware Road e Wood Lane, come precauzione in seguito al grave incendio della Grenfell Tower del 14 giugno, per via del timore che calcinacci e altri detriti caduti dallo scheletro dell'edificio incendiato potessero precipitare sulla linea e danneggiare i treni di passaggio. La linea è stata riaperta il 25 giugno 2017.

## Strutture e impianti

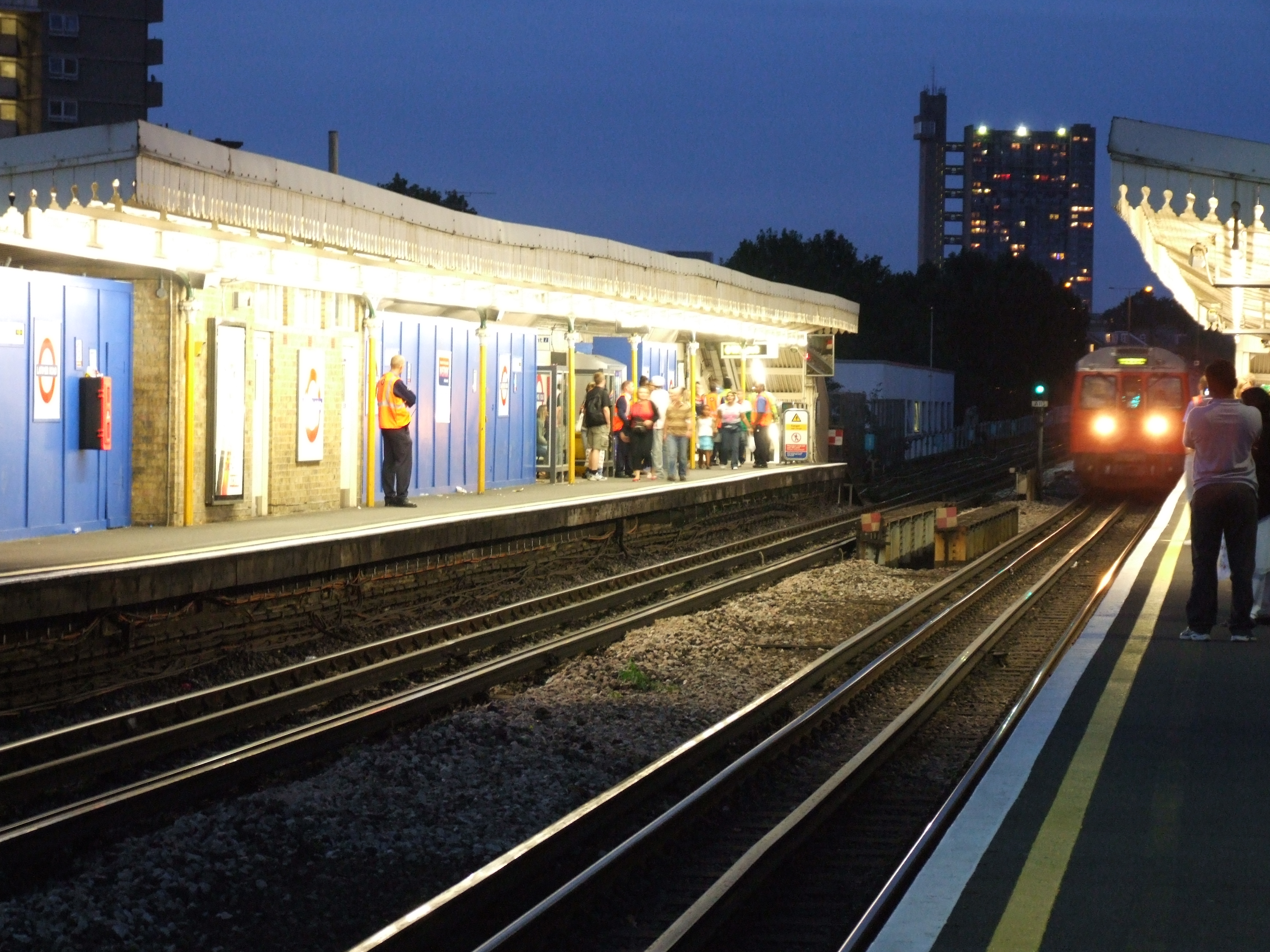
Banchine della stazione di Latimer Road; sullo sfondo la Trellick Tower.

La stazione non si trova più vicina alla via dalla quale prende il nome, Latimer Road, essendo oggi situata a circa 500 metri di distanza e sul lato opposto (quello sud) del sovrappassaggio di Westway, sul quale corre la strada A40. Durante la costruzione del viadotto, la sezione centrale della strada venne demolita e la parte isolata rimanente a sud dell'autostrada venne rinominata Freston Road. Ciò nonostante, la stazione mantenne il nome originale.
La biglietteria della stazione è situata al piano terra, dentro gli archi del viadotto sul quale corre la linea. L'accesso alle banchine avviene per mezzo di scale. Le banchine mantengono molto dello stile originale e sono coperte da semplici tettoie in legno.
Latimer Road si trova nella Travelcard Zone 2.

## Interscambi
Nelle vicinanze della stazione effettuano fermata delle linee urbane automobilistiche, gestite da London Buses
- Fermata autobus

## Nella cultura di massa
La stazione compare nel film Adulthood (2008).